# Vaneč

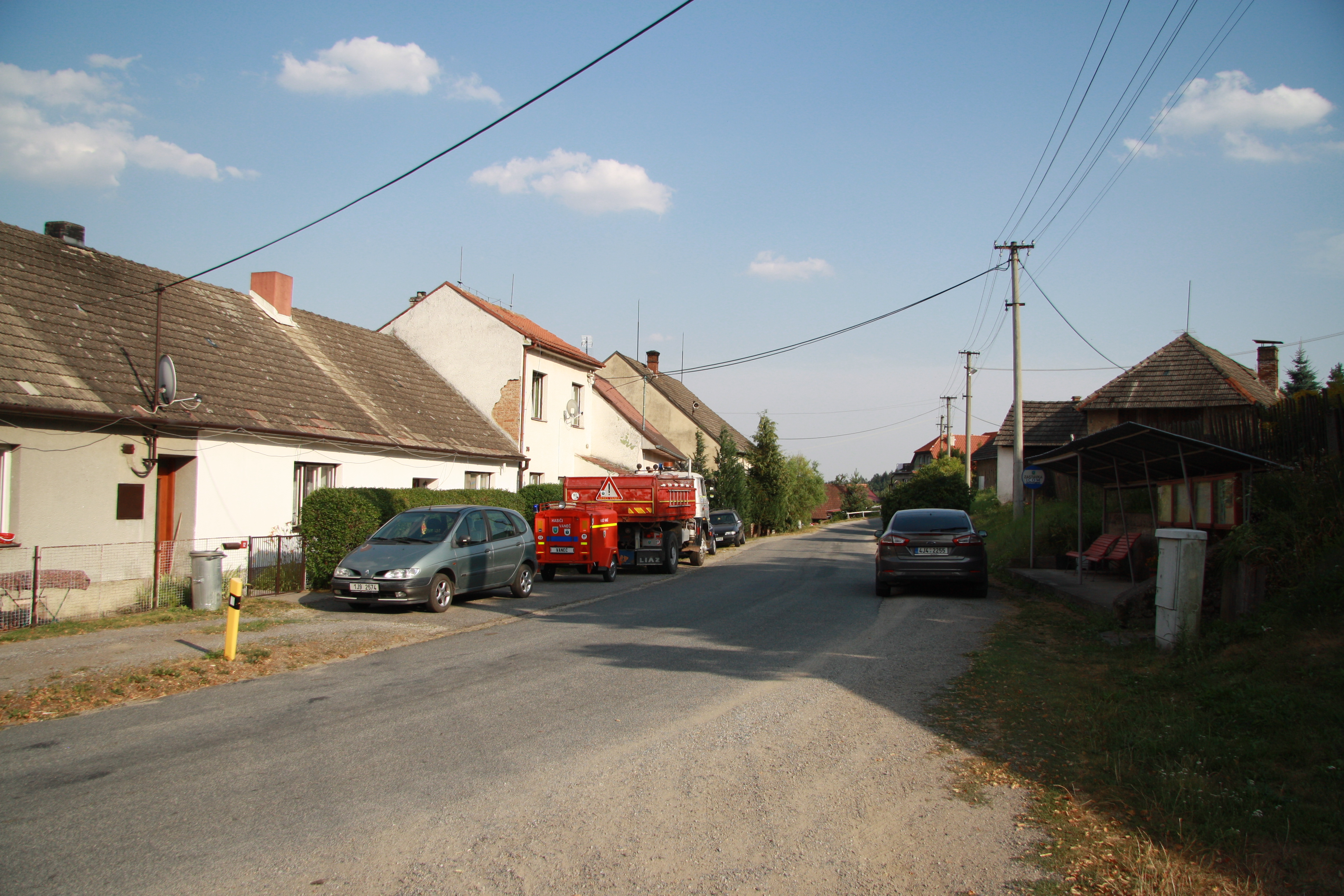
Dorfplatz

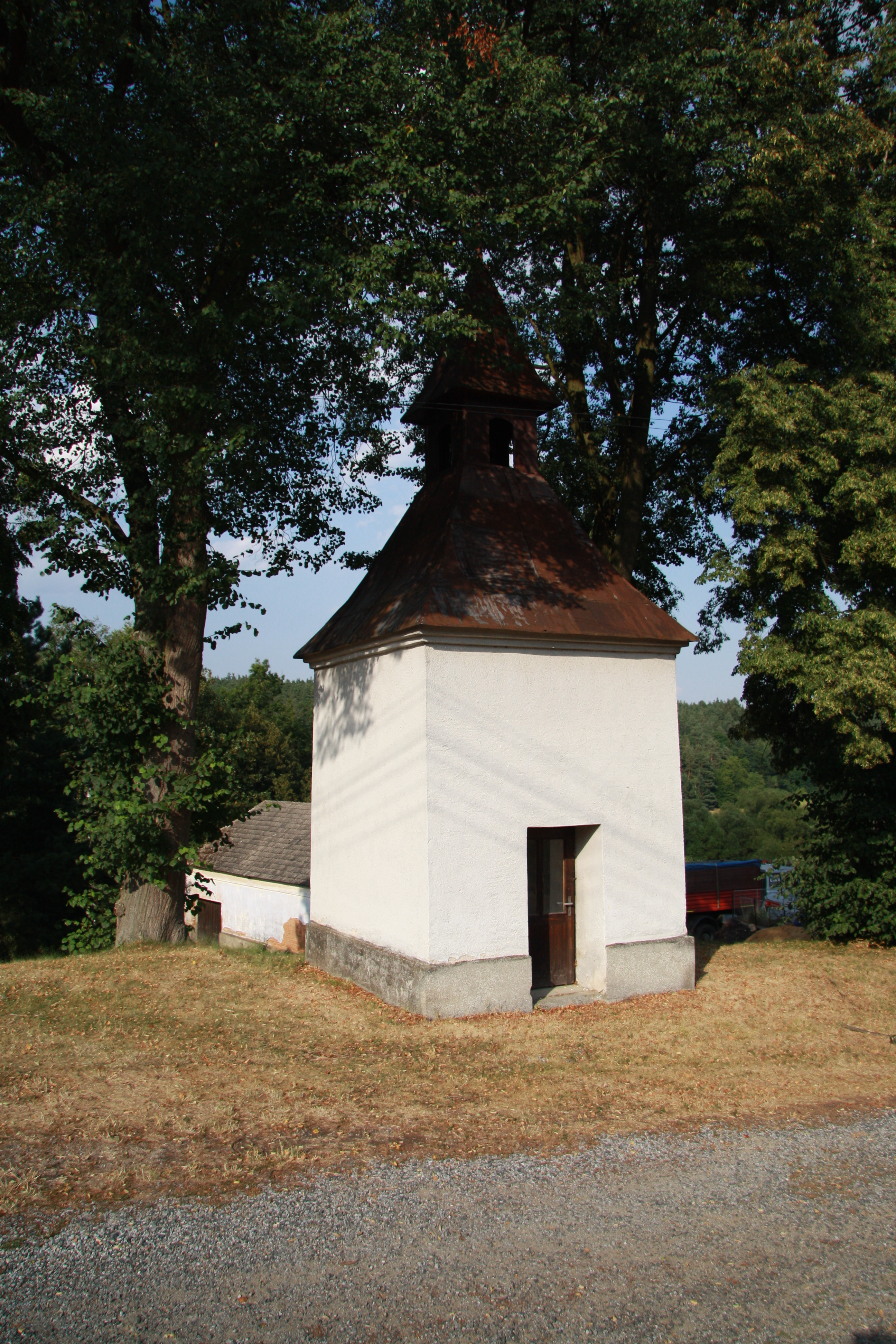
Glockenturm

Vaneč (deutsch Wantsch) ist ein Ortsteil der Gemeinde Pyšel in Tschechien. Er liegt acht Kilometer nordwestlich von Náměšť nad Oslavou und gehört zum Okres Třebíč.

## Geographie
Vaneč befindet sich in der Křižanovská vrchovina (Krischanauer Bergland) im Süden der Böhmisch-Mährischen Höhe. Das Dorf liegt an der Einmündung des Baches Podkovák im Tal der Oslava. Der Fluss teilt Vaneč; rechtsseitig befindet sich das Dorf, linksseitig die ehemaligen Freihöfe. Gegen Nordwesten liegen die Reste der Burg Dub.
Nachbarorte sind Tasov und Lhotka, im Norden, Holubí Zhoř und Březka im Nordosten, Čikov und Jasenice im Osten, Pucov, Důl Pucov, Jasinka, Naloučanský Mlýn, Naloučany und Ocmanice im Südosten, Zahrádka und Častotice im Süden, Pyšel im Südwesten, Dobrovolného Mlýn, Holeje und Mihoukovice im Westen sowie Kamenná, Klementice, Holomkův Mlýn und Oslava im Nordwesten.

## Geschichte
Die erste schriftliche Erwähnung von Eywanc erfolgte 1104 in der Gründungsurkunde des Klosters Mariä Himmelfahrt in Třebíč. Seit dem 14. Jahrhundert bestand in Eywanč ein Vladikensitz. Nach dem Tode der Brüder Sezema und Tobias von Eywanč fielen deren Güter Eywanč, Ocmanice, Častotice, Studnice und Zahrádka um 1360 an den Landesherren heim. Markgraf Johann Heinrich schenkte die heimgefallenen Güter 1366 dem Jan von Meziříč. Dessen ungeachtet verschrieb 1371 Bohuš von Eywanč in der Brünner Landtafel seiner Frau Dorothea 150 Mark auf Ocmanice und Studnice. Zu Beginn des 15. Jahrhunderts gehörte das Dorf dem Latzek von Krawarn, der es 1412 erblich an Andreas von Kuttenberg abtrat. Seit der Mitte des 16. Jahrhunderts bildete Wanec ein landtäfliges Gut und war der Sitz des danach benannten Rittergeschlechts Wanecky von Gemnička. Als erster Besitzer aus dieser Familie ist um 1550 Johann Wanecky nachweislich, zehn Jahre später gehörte das Gut den Brüdern Georg und Bartholomäus Wanecky von Gemnička. Georg Wanecky kaufte 1567 von Andreas Gesenicky von Janowic das Gut Jasenice. Bartholomäus Wanecky trat 1573 seinen Anteil an der Feste und dem Hof Wanec in 1800 Mährischen Gulden an seine Frau Anna Zámořická von Zámořice ab.
Diese kaufte 1594 das Gut Jasenice einschließlich sechs Zinsleuten in Studnice, vier in Wanec und einem in Kamenná für 7000 Mährische Gulden von Heinrich Wanecky von Gemnička hinzu. Später wurde Jasenice wieder abgetrennt und fiel Zdeněk Zámořický zu. Ab 1613 besaß Wenzel Wanecky von Gemnička die Güter Wantsch und Waltsch, er veräußerte das Gut Wantsch wahrscheinlich an den Besitzer der Herrschaft Namiest, Karl den Älteren von Žerotín. Als dieser die Herrschaft 1628 an seinen Schwager Albrecht von Waldstein verkaufte, war Wantsch bereits Teil derselben. Jedoch bestand zu dieser Zeit noch ein Freihof, der später keine Erwähnung mehr fand. Die Feste, deren Standort in der Umgebung des heutigen Glockenturmes lag, erlosch in dieser Zeit.
Im Jahre 1837 bestand das im Znaimer Kreis gelegene Dorf Wantsch bzw. Wanč aus 18 Häusern, in denen 147 Personen lebten. Im Ort gab es eine Mühle mit Brettsäge. Pfarr- und Schulort war Tassau. Bis zur Mitte des 19. Jahrhunderts blieb Wantsch der Fideikommissgrafschaft Namiest untertänig.
Nach der Aufhebung der Patrimonialherrschaften bildete Vanec / Wantsch ab 1849 einen Ortsteil der Gemeinde Pýšelec im Gerichtsbezirk Namiest. Ab 1869 gehörte Vanec zum Bezirk Trebitsch. Zu dieser Zeit hatte das Dorf 138 Einwohner und bestand aus 18 Häusern. Zum Ende des 19. Jahrhunderts wurde das Dorf als Vanč bezeichnet. In den 1890er Jahren löste sich Vanč von Pyšel los und bildete eine eigene Gemeinde. Im Jahre 1900 lebten in Vanč 118 Personen; 1910 waren es 108. Beim Zensus von 1921 lebten in den 23 Häusern der Gemeinde 121 Tschechen. 1924 wurde der Gemeindename in Vaneč geändert. Im Jahre 1930 bestand Vaneč aus 25 Häusern und hatte 122 Einwohner. Zwischen 1939 und 1945 gehörte Vaneč / Wantsch zum Protektorat Böhmen und Mähren. 1948 wurde die Gemeinde dem Okres Velká Bíteš zugeordnet. Im Jahre 1950 hatte Vaneč 107 Einwohner. Im Zuge der Gebietsreform und der Aufhebung des Okres Velká Bíteš wurde die Gemeinde am 1. Juli 1960 dem Okres Třebíč zugewiesen. 1961 erfolgte die erneute Eingemeindung nach Pyšel. Beim Zensus von 2001 lebten in den 31 Häusern von Vaneč 79 Personen.

## Gemeindegliederung
Zu Vaneč gehört die Einschicht Dobrovolného Mlýn. Der Ortsteil bildet einen Katastralbezirk.

## Sehenswürdigkeiten
- Glockenturm auf dem Dorfplatz
- Wassermühle Vanečský mlýn bzw. Dobrovolného mlýn an der Oslava, sie ist seit dem 14. Jahrhundert nachweislich.
- Reste der Burg Dub (Tassenberg), nordwestlich des Dorfes auf einem Felssporn über der Oslava
- Felsformation Skála, nördlich des Dorfes an der Oslava
- Felsen Čertův kámen, in den Feldern nordwestlich von Vaneč
- Mehrere Wegkreuze